# モオノキ
モオノキとは、ジェフユナイテッド市原・千葉が2009年シーズン途中まで練習場として使用していた姉崎公園サッカー場に設置されていたオフィシャルグッズの販売店「ジェフユナイテッド市原・千葉 オフィシャルショップ市原店」の通称。

## 歴史
元々姉崎にある同ショップは物置を改造して作られていたことから、ファンの間では「物置」の通称で呼ばれてきたが、当時同チームの選手だった廣山望が自身のサイトの日記で「モオノキ」と誤って記載したことがきっかけで、それ以後「モオノキ」の方が呼称として定着した。
「練習時間に合わせて開店いたします」というアバウトさも魅力の一つだった。
また、オフィシャルショップが物置というのは非常に貧乏くさいということから、ジェフのサポーターが自分達を自虐的にネタにする場合にもよくその題材となっている。
ジェフがオフィシャルサイトにて運営しているオンラインショップに対しても、サポーターからはモオノキのオンライン版だとして「e-モオノキ」という通称が付けられており、千葉駅構内に設置されているジェフキヨスクも「モオスク」と呼ばれている。
所謂コラージュ制作者達によるネタの対象としても人気がある。
2009年にジェフ千葉が練習場をフクダ電子アリーナの近くに移転することに伴い、新オフィシャルショップ「12JEF」が設置され、モオノキはお役御免となった。そして、2009年9月23日、モオノキは店舗ごとオークションに出されることとなり、八街市在住の一般人に落札された。